# Kea Kühnel
Kea Kühnel (ur. 16 marca 1991) – niemiecka narciarka dowolna, specjalizująca się w slopestyle'u i big air. Po raz pierwszy na arenie międzynarodowej pojawiła się 27 lutego 2016 roku w Seiser Alm, gdzie w zawodach Pucharu Europy zajęła ósme miejsce w slopestyle'u. W zawodach Pucharu Świata zadebiutowała 4 marca 2016 roku w Silvaplanie, zajmując 25. miejsce w slopestyle'u. Tym samym już w swoim debiucie zdobyła pierwsze pucharowe punkty. Na podium zawodów tego cyklu po raz pierwszy stanęła 25 marca 2017 roku w Voss, kończąc rywalizację w big air na trzeciej pozycji. W zawodach tych wyprzedziły ją jedynie Emma Dahlström ze Szwecji i Włoszka Silvia Bertagna. W 2017 roku wystartowała na mistrzostwach świata w Sierra Nevada, zajmując 25. miejsce w slopestyle'u. Rok później wzięła udział w igrzyskach olimpijskich w Pjongczangu, gdzie była osiemnasta. W 2019 roku, na mistrzostwach świata w Park City zajęła 12. miejsce w big airze. W sezonie 2018/2019 zajęła trzecie miejsce w klasyfikacji big air.

## Osiągnięcia

### Igrzyska olimpijskie
| Miejsce | Dzień     | Rok  | Miejscowość | Konkurencja | Zwyciężczyni  |
| ------- | --------- | ---- | ----------- | ----------- | ------------- |
| 18.     | 17 lutego | 2018 | Pjongczang  | Slopestyle  | Sarah Höfflin |

### Mistrzostwa świata
| Miejsce | Dzień    | Rok  | Miejscowość   | Konkurencja | Zwyciężczyni |
| ------- | -------- | ---- | ------------- | ----------- | ------------ |
| 25.     | 19 marca | 2017 | Sierra Nevada | Slopestyle  | Tess Ledeux  |
| 12.     | 2 lutego | 2019 | Park City     | Big Air     | Tess Ledeux  |

### Puchar Świata

#### Miejsca w klasyfikacji generalnej
- sezon 2015/2016: 182.
- sezon 2016/2017: 48.
- sezon 2017/2018: 68.
- sezon 2018/2019: 40.

#### Miejsca na podium w zawodach
1. Voss – 25 marca 2017 (big air) – 3. miejsce
2. Modena – 4 listopada 2018 (big air) – 3. miejsce
3. Québec – 16 marca 2019 (Big Air) – 2. miejsce